# ألان إينجراهام
ألان إينجراهام (بالإنجليزية: Allan Ingraham)‏ هو منافس ألعاب قوى باهاماسي، ولد في 7 مارس 1962.

## وصلات خارجية
- ألان إينجراهام على موقع الاتحاد الدولي لألعاب القوى (الإنجليزية)
- ألان إينجراهام على موقع أوليمبيديا (الإنجليزية)